# (6480) Scarlatti
(6480) Scarlatti ist ein Asteroid des inneren Hauptgürtels, der von dem belgischen Astronomen Eric Walter Elst am 12. August 1988 am französischen Observatoire de Haute-Provence im Département Alpes-de-Haute-Provence (IAU-Code 511) entdeckt wurde.
Der Asteroid gehört zur Nysa-Gruppe, einer nach (44) Nysa benannten Gruppe von Asteroiden (auch Hertha-Familie genannt, nach (135) Hertha). Die zeitlosen (nichtoskulierenden) Bahnelemente von (6480) Scarlatti sind fast identisch mit denjenigen des kleineren, wenn man von der Absoluten Helligkeit von 15,1 gegenüber 14,2 ausgeht, Asteroiden (10437) van der Kruit.
(6480) Scarlatti wurde am 5. März 1996 nach dem italienischen Komponisten und Cembalisten Domenico Scarlatti benannt, dessen Hauptbedeutung in seinen Sonaten für Cembalo liegt, die zum Originellsten ihres Genres im 18. Jahrhundert zählen. Schon 1979 war ein Einschlagkrater auf der nördlichen Hemisphäre des Planeten Merkur nach Domenico Scarlatti und seinem Vater Alessandro benannt worden: Merkurkrater Scarlatti.